# Біла імла (погода)

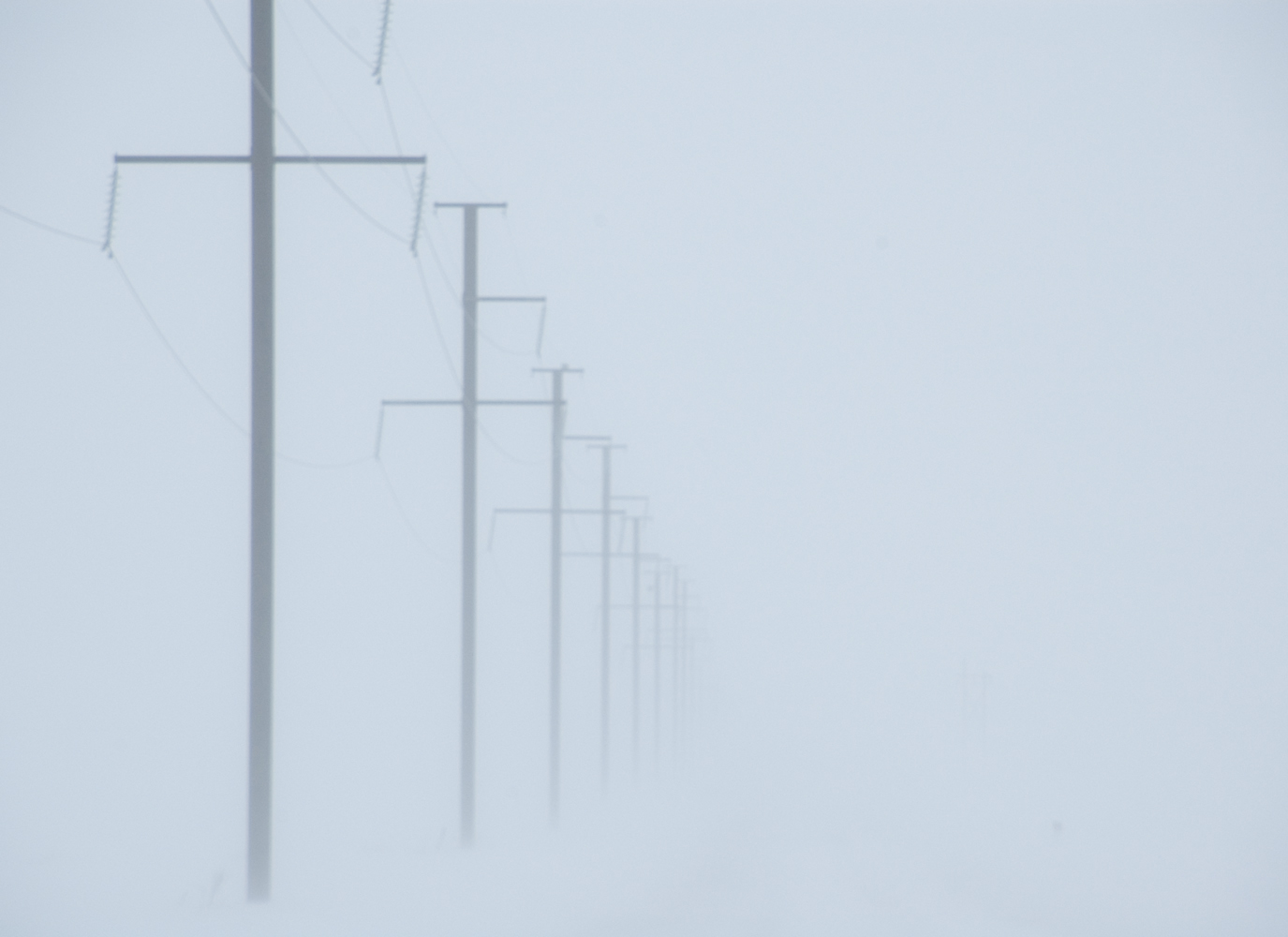
Біла імла у Саскачевані (березень 2007)

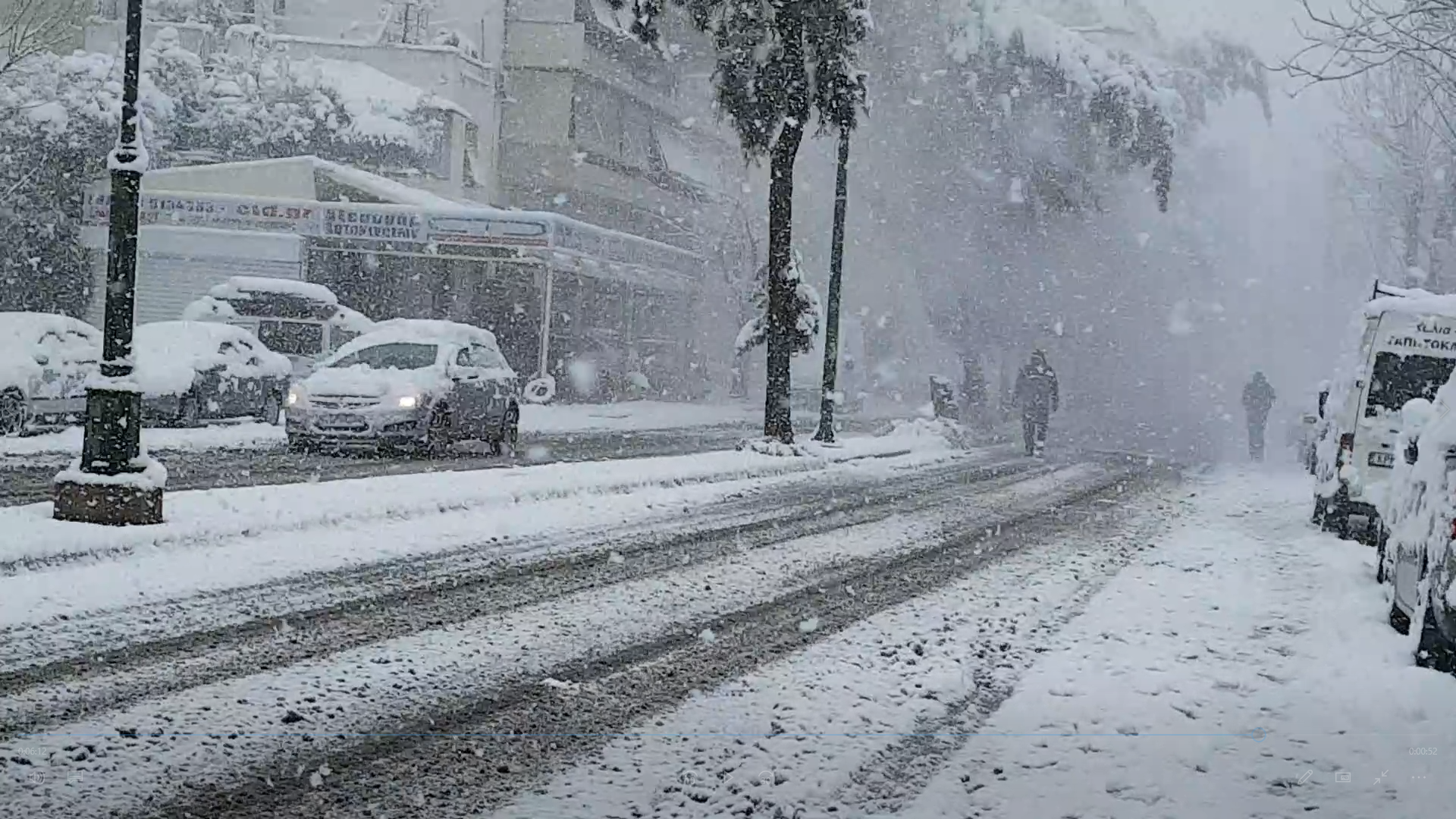
Наближення білої імли в Афінах (лютий 2021 р.)

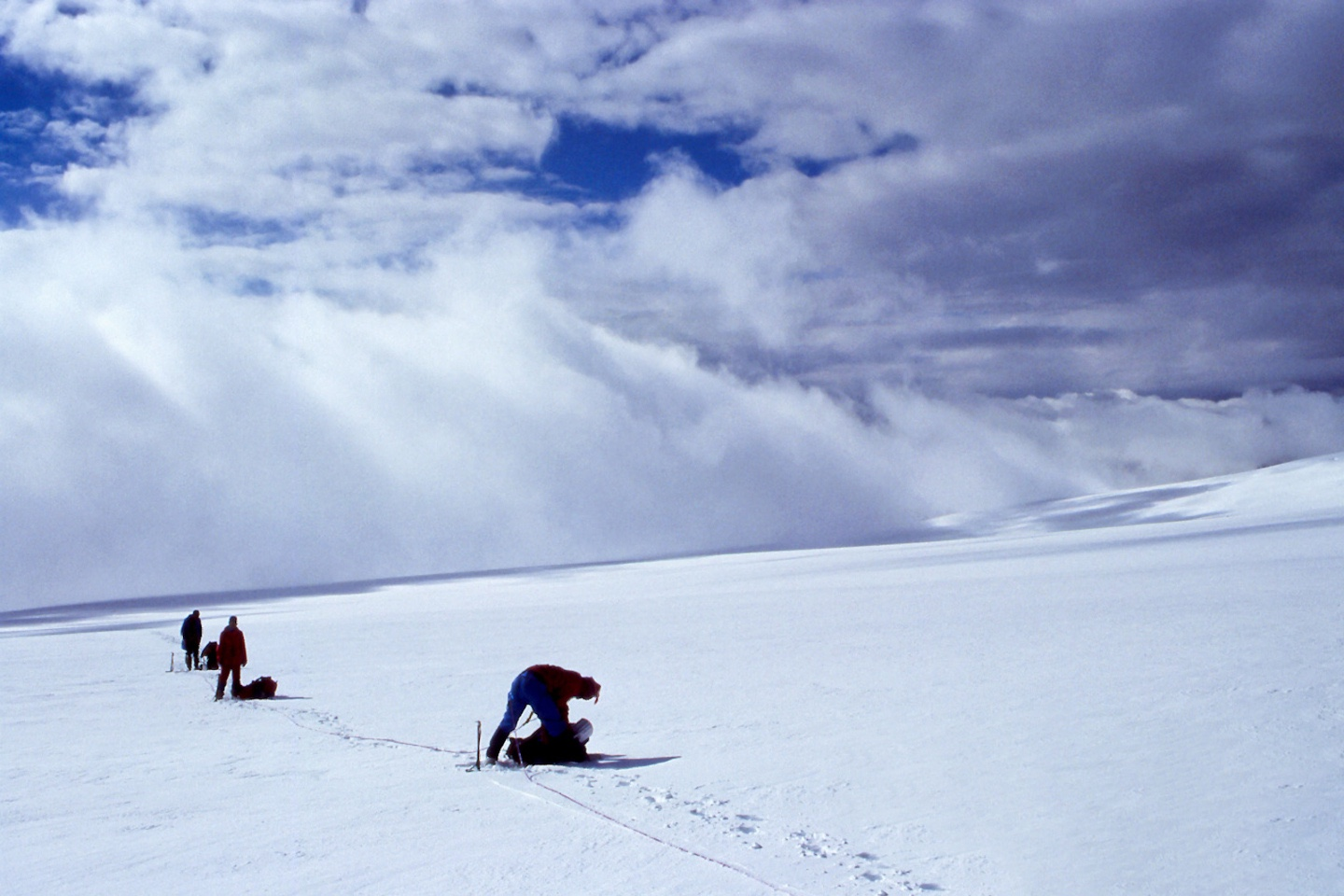
Відносно велика, нерухома біла імла на Лайєлл Айсфілд, Канада, яка тривала 4 години

Біла імла, біла погода, вайтаут (англ. Whiteout) або молочна погода (англ. Milky weather) — погодні умови, за яких контури та орієнтири в засніженій місцевості стають майже нерозрізненими. Термін також може застосовуватись, коли видимість і контури значно знижені піском. Горизонт зникає з поля зору, тоді як небо та ландшафт виглядають безвиразними, не залишаючи візуальних орієнтирів, за якими можна було б орієнтуватися; немає тіней, тому що світло однаково надходить з усіх можливих напрямків. Біла імла описується як: «Стан розсіяного світла, коли не відкидається тінь через безперервний шар білої хмари, який, схоже, зливається з поверхнею білого снігу. Нерівності поверхні через сніг не видно, але темний об’єкт може бути видно чітко. Немає видимого горизонту».
Біла імла може бути спричинена просто надзвичайно сильним снігопадом, який спостерігається в умовах снігового ефекту озера, або інших факторів, такими як розсіяне освітлення від похмурих хмар, серпанку чи туману чи снігу. Людина, яка подорожує у справжній білій імлі, має великий ризик повністю дезорієнтуватися та заблукати, навіть у знайомому оточенні. Водіям зазвичай доводиться зупиняти свої машини там, де вони знаходяться, оскільки дорогу неможливо побачити. Звичайні снігопади та хуртовини, коли сніг падає зі швидкістю 3 чи 5 см/год, або де видимість рельєфу нечітка, але має чітке поле зору понад 9 метрів, часто неправильно називають білою імлою.

## Типи
Існує три різні типи білої імли:
1. В умовах хуртовини, сніг, який уже лежить на землі, може бути занесений вітром, зменшуючи видимість майже до нуля.
2. В умовах снігопаду кількість снігу, що випадає, може затемнювати об’єкти, зменшуючи видимість майже до нуля. Прикладом цього є сніговий ефект озера або сніговий ефект гір, де обсяг снігу може бути у багато разів більшим, ніж при звичайному снігопаді або хуртовині.
3. При умовах, де на рівні землі існує густий туман у засніженому середовищі, особливо на відкритих ділянках.

## Різновиди
Білу імлу не слід плутати з флетлайтом (англ. Flat-light, дослівно, «пласке світло»). Хоча між ними є схожість, причини та наслідки різні.
Біла імла (вайтаут) ― це зменшення і розсіювання сонячного світла.
Флетлайт ― це дифузія сонячного світла.

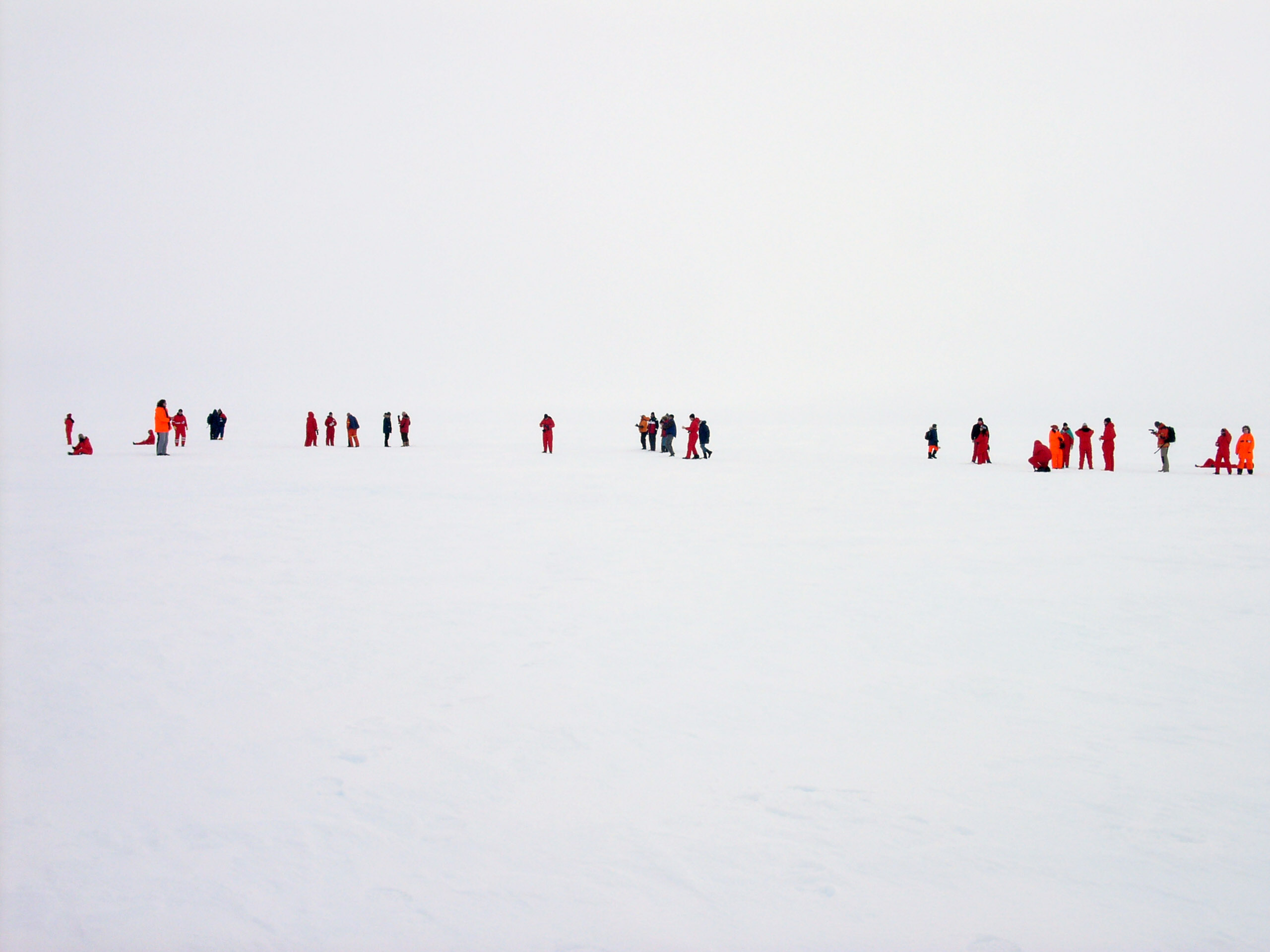
Флетлайт на шельфовому льоду Ekström, Антарктида

## Небезпеки

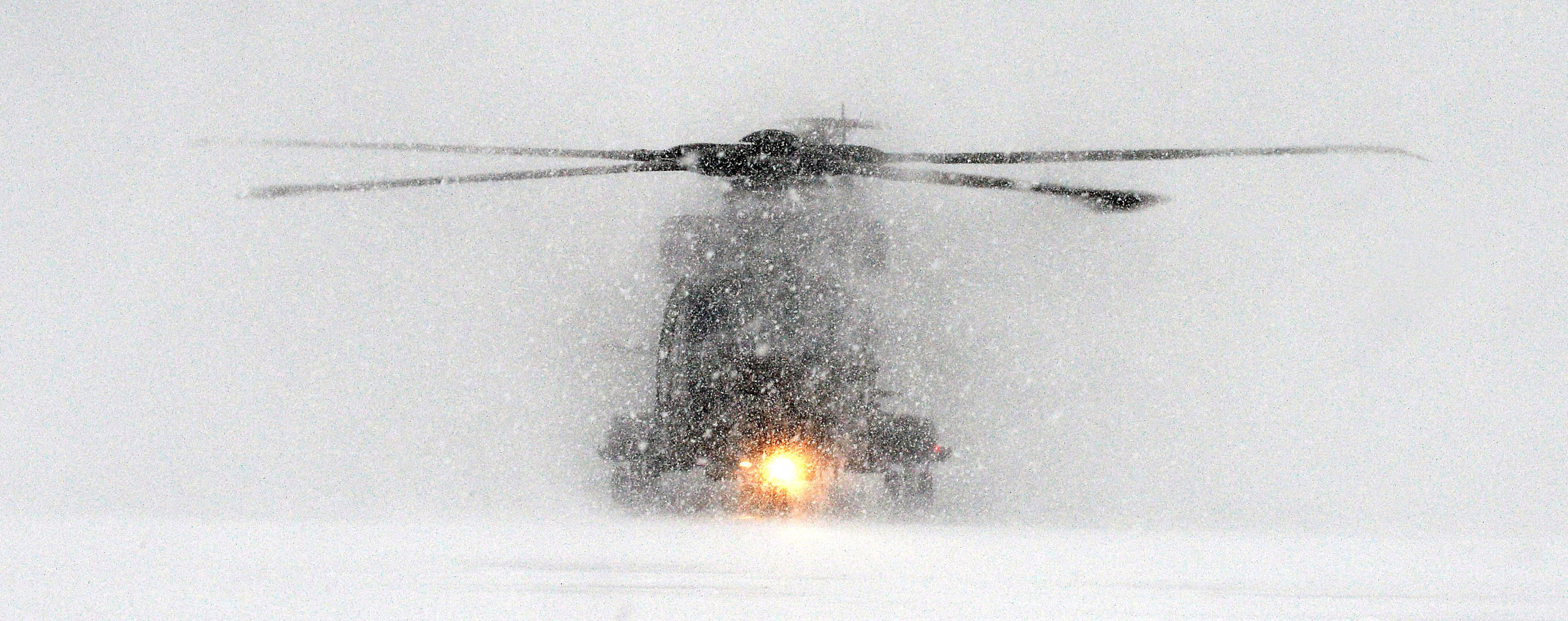
Гелікоптер, що спричиняє білу імлу через обертання носійного гвинта

Умови білої імли становлять загрозу для альпіністів, лижників, авіації та наземного транспорту. А також автомобілістів, особливо тих, що їздять на великих швидкісних трасах. Було багато серйозних зіткнень кількох транспортних засобів, пов’язаних з умовами білої імли. Один водій попереду може повністю зупинитися, коли він не бачить дороги, тоді як водій ззаду все ще може рухатись.
Локальні короткочасні умови білої імли можуть утворюватись в околицях аеропортів і на вертолітних майданчиках через польоти авіації. Сніг на землі може бути піднятий у повітря гвинтом гелікоптера або через реактивний порив літака, створюючи небезпеку як для авіації, так і для перехожих на землі.

## Дивись також
- Рейс 901 авіакомпанії Air New Zealand[en], авіакатастрофа, що відбулась на горі Еребус, Антарктида в 1979 році, частково спричинена умовами білої імли.
- Ожеледь
- Сніговий шквал